# Браян Мак-Магон (веслувальник)
Браян Мак-Магон (англ. Brian McMahon, 24 липня 1961) — канадський академічний веслувальник.
Олімпійський чемпіон 1984 року в складі вісімки, учасник 1988 року.